# Blasse Schlauchpflanze

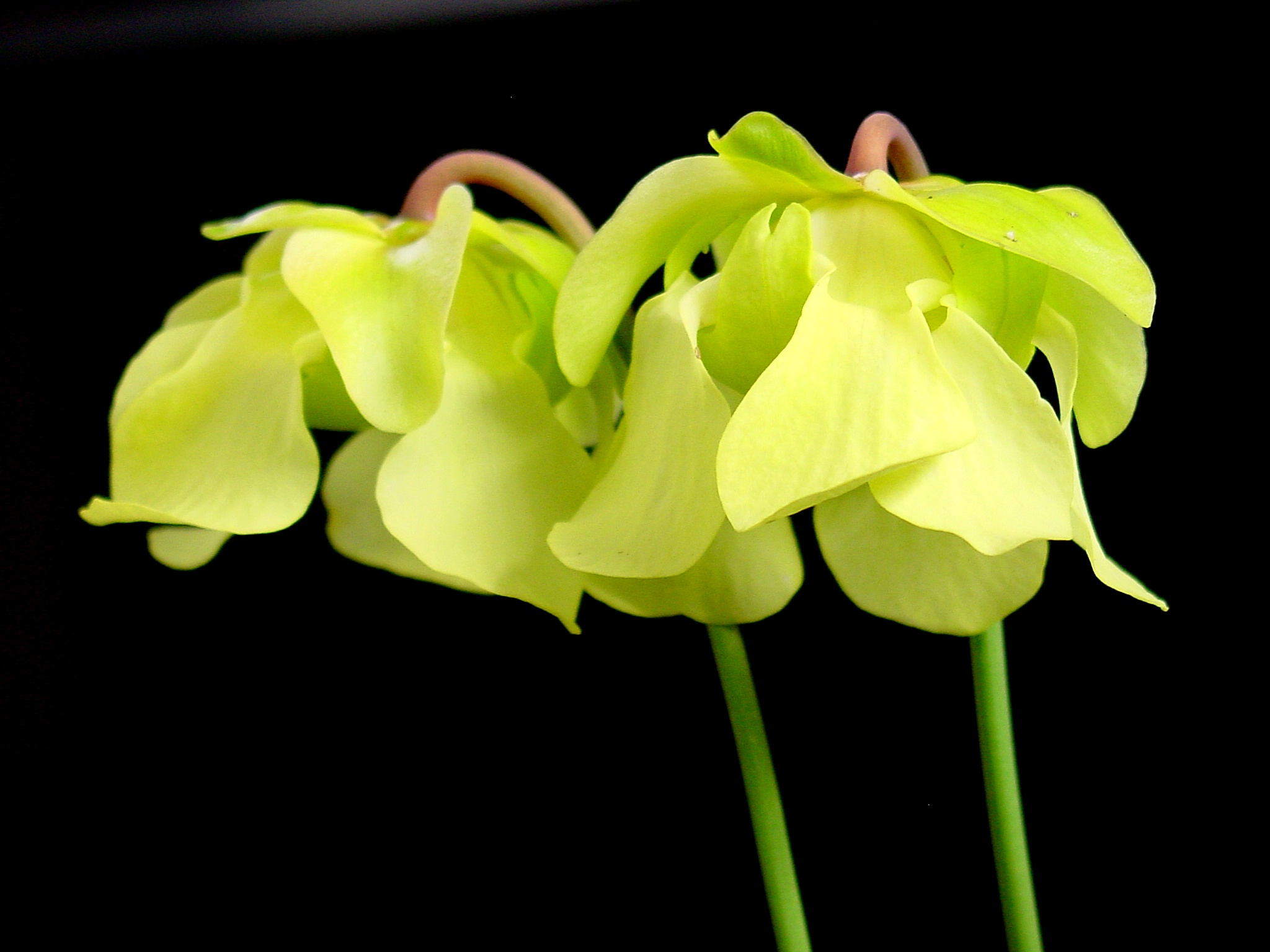
Blasse Schlauchpflanze, Blüte

Die Blasse Schlauchpflanze (Sarracenia alata) ist eine fleischfressende Pflanzen-Art aus der Familie der Schlauchpflanzengewächse.

## Beschreibung
Die aufrechten schlauchförmigen Blätter sind 20 bis 60, selten bis zu 80 cm hoch, die Schlauchöffnung misst 3 bis 5 cm und läuft an der Vorderseite spitz zu, von dieser Spitze herab läuft eine Ala herab zum Ansatz des Schlauchs. Ihre Färbung ist extrem variabel, meist sind sie von gelbgrüner Farbe, sowohl die Nervatur, der obere Teil des Schlauches wie auch das ganze Blatt kann aber je nach Schlag schwach bis tiefrot eingefärbt sein.
Der Blütenstand ist 25 bis 45 cm hoch, der Durchmesser der Blüten liegt zwischen 4 und 7 cm. Die Kelchblätter sind schwach zugespitzt und von grüngelber Farbe, die Kronblätter 2 bis 3 cm lang, rundlich und cremeweiß bis fahlgelb (selten bis reinweiß) gefärbt.

## Verbreitung
Zu finden ist diese Pflanzenart an der Golfküste der USA in Texas, Louisiana, Alabama und Mississippi. 

## Systematik
Die Art wurde 1863 von Alphonso Wood erstbeschrieben, das Artepitheton verweist auf die Flügelleiste von Darracenia alata. Untertaxa existieren nicht.

## Gefährdung und Schutzmaßnahmen
Durch die Zerstörung ihres Lebensraumes durch menschliche Siedlungen, Einsatz von Herbiziden und Sammlung der Pflanzen ist diese Art in ihrem Bestand rückläufig. Zum Schutz der Art gelten Handelsbeschränkungen.